# Patinatius capucinus
Patinatius capucinus är en mångfotingart som beskrevs av Kraus 1966. Patinatius capucinus ingår i släktet Patinatius och familjen Odontopygidae. Inga underarter finns listade i Catalogue of Life.